# Мю¹ Хамелеона
μ1 Хамелеона — одиночная звезда в южном созвездии Хамелеона. Едва видна невооружённым глазом, обладает видимой звёздной величиной 5,53. Измерения годичного параллакса показывают, что звезда находится на расстоянии 403 световых лет от Солнца Лучевая скорость определена ненадёжно, но по оценкам она равна 16 км/с .
Звезду относят к субгигантам спектрального класса A0 IV. Масса объекта в 2,6 раза больше солнечной, эффективная температура составляет 10141 K, что придаёт звезде бело-голубой цвет. Радиус звезды невелик, светимость составляет 90 светимостей Солнца, проекция скорости вращения равна 150 км/с. Мю1 Хамелеона обладает металличностью, равной 66% от солнечной.